# ラソ島
ラソ島（ポルトガル語、Ilhéu Raso）とは、アフリカ大陸のすぐ西の大西洋上に存在する、バルラヴェント諸島を構成する、小さな島の1つである。古くはラゾ島（Razo）と呼ばれていた。なお、ラソ島はカーボベルデに属していて、かつては流刑者がいたものの、現在は無人島である。

## 概要

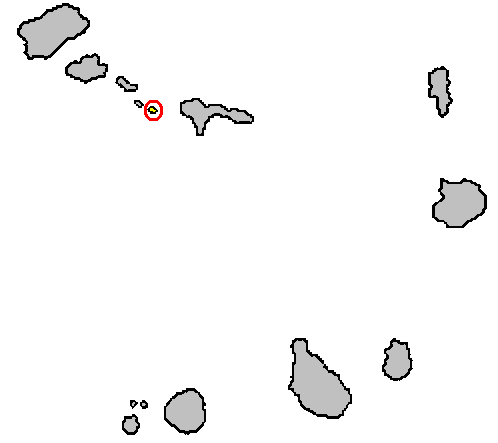
ラソ島の位置。

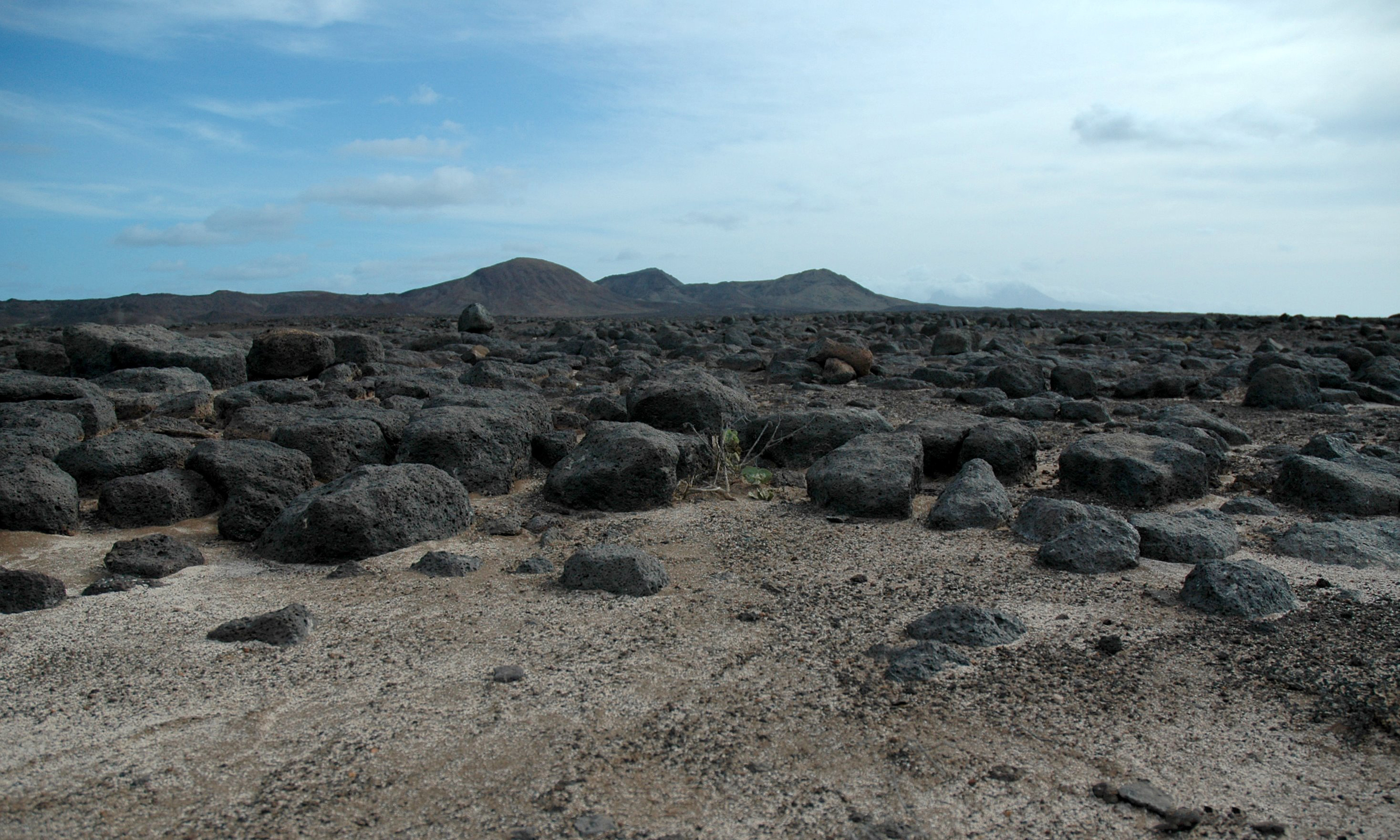
ラソ島内の様子。

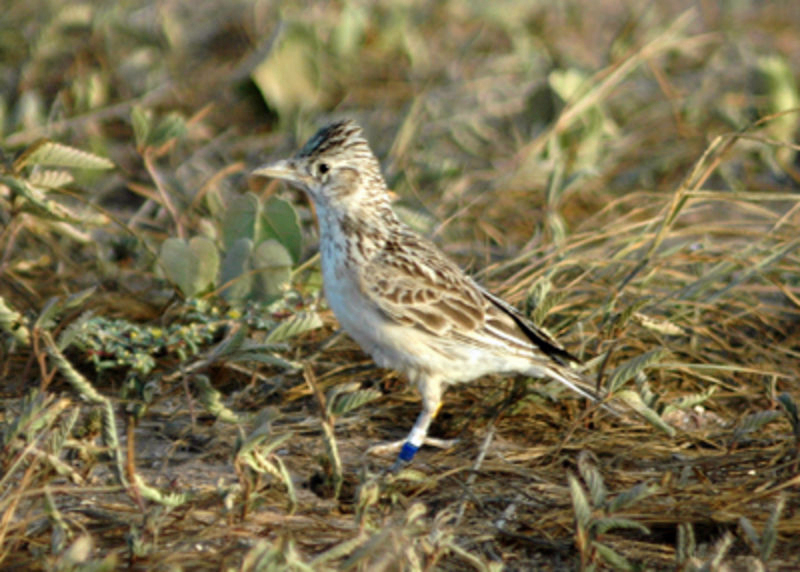
ラソ島の固有種で絶滅寸前のラザコヒバリ。体長は20cmに満たない。

ラソ島は、長軸約3000メートル、短軸約2400メートルの、おおよそ楕円形をした島で、その面積は約7平方キロメートルである。この島は成層火山による火山島として形成されたと考えられていて、おおよそ今から1億2300万年前の海洋地殻も島に含まれている。その後、火山活動が停止してからは侵食されて、岩壁の海岸を持つ現在の形になった。なお、現在の島で最も高い場所の標高は、約164メートルに過ぎない。
現在の島の気候は乾燥していて、その植生は、島の南西部にわずかな植物が生育している程度である。かつてこの島と、すぐ近くにあるブランコ島だけに生息していたオオスベトカゲは、ヒトによって乱獲されて絶滅した。その一方、鳥類にとっては、現在でも重要な生息地の1つとなっている。鳥類の中には、ラザコヒバリのように、この島の固有種であり、かつ絶滅寸前の種も生息している。そのような理由もあったことから、この島は1990年に保全地域に指定された。